# Elî Kaşifpûr
Eli Kasifpûr  (Urmia, 24 juni 1957 - Konya, 15 augustus 1990) was een prominente Koerdische activist en politicus, bekend om zijn strijd voor de rechten van de Koerdische minderheid en zijn verzet tegen de Iraanse regering.

## Vroege leven
Kasifpûr werd geboren op 24 juni 1957 in een Koerdische familie in de regio Oost-Koerdistan, ook wel bekend als Rojhilat, in Iran.
Hij voltooide zijn basisonderwijs in het dorp Hovarsin en zijn middelbaar onderwijs in Urmia. Hij deed toelatingsexamen en werd succesvol toegelaten tot de Universiteit van Tabriz voor een studie sociologie
Na een jaar in de politiek deed hij opnieuw het toelatingsexamen en slaagde erin een graad in rechten te behalen aan de Universiteit van Teheran. Tijdens zijn laatste academische jaar kwam het Iraanse volk in opstand tegen de Pahlavidynastie, wat leidde tot de oprichting van de Islamitische Republiek Iran.

## Politiek activisme
Kasifpûr raakte in de jaren '70 betrokken bij de Koerdische bevrijdingsbeweging. Hij werd al snel een belangrijke figuur binnen de beweging vanwege zijn toewijding en charisma. Zijn werk omvatte het organiseren van protesten, het geven van lezingen en het publiceren van artikelen die de Koerdische zaak ondersteunden. Hij stond bekend om zijn inspanningen om internationale aandacht te vestigen op de situatie van de Koerden in Iran.

## Democratische Partij van Iraans Koerdistan
Na de val van het regime van de Sjah in 1979, sloot Kasifpûr zich aan bij de Democratische Partij van Iraans Koerdistan (PDKI). Hij werd lid van de peshmerga, de gewapende strijdkrachten van de Koerdische beweging, en steeg snel in de rangen dankzij zijn inzet en leiderschapskwaliteiten. In hetzelfde jaar werd hij verkozen tot lid van het Centraal Comité van de PDKI.
De Koerden streefden naar vrijheid, gelijkheid en democratie. Met hulp van zijn vrienden richtte hij een bibliotheek op in het dorp Hovarsin, waar zijn vader vandaan kwam. Hij spoorde jonge mensen aan om te lezen en kennis op te doen, omdat hij geloofde dat onwetendheid en analfabetisme de oorzaak waren van de achterstand van de Koerden. Gedurende zijn politieke loopbaan was hij actief in Noord-Koerdistan, Iran.

## Moord
In 1990, terwijl zijn familie in Turkije was, ging Kasifpûr voor hen zorgen. Ondanks zijn voorkeur om in Koerdistan te blijven, volgde hij het advies van de partij op en ging naar Turkije. Op 15 augustus 1990 werd Kasifpûr vermoord door agenten van de Islamitische Republiek Iran, in samenwerking met de Turkse geheime dienst MIT. Zijn lichaam werd gevonden op de weg van Konya naar Ankara.
Kasifpûr wordt herinnerd als een prominente Koerdische leider en martelaar die zijn leven wijdde aan de strijd voor Koerdische onafhankelijkheid en rechten. Zijn leiderschap en opoffering hebben een blijvende impact op de Koerdische beweging achtergelaten. Zijn leven en werk blijven toekomstige generaties inspireren in de voortdurende strijd voor de rechten van het Koerdische volk

## Boeken
- Rojan Hazim (1997). Bîranîna Elî Kaşifpûr: serî dana ji bo Kurdistaneke serbixwe ye têr azadî, aştî û demokrasî.. ISBN 9788798330776.

## Video
Elî Kaşifpûr op YouTube
- Library of Congress Control Number: n2005020572
- Virtual International Authority File: 28936577